# Medang (Medang Deras)
Medang is een bestuurslaag in het regentschap Batu Bara van de provincie Noord-Sumatra, Indonesië. Medang telt 6205 inwoners (volkstelling 2010).